# Kamia Yousufi
Kamia Yousufi (en persa: کیمیا یوسفی‎) nacida el 20 de mayo de 1996 en Mashhad, Irán es una atleta de Afganistán.

## Trayectoria
Sus padres son originarios de Kandahar y en los años 90 tuvieron que huir de su país por la violencia de la guerra.  Vivió en campamentos de refugiados de Irán por lo que no pudo competir con las atletas iraníes dadas las restricciones para las personas refugiadas. 
A los 17 años participó en una convocatoria del gobierno afgano para identificar atletas femeninas. Tras un entrenamiento de tres años llegó primero compitió en los Juegos del Sur de Asia de 2016 hasta llegar a las olimpiadas siendo la única atleta femenina del equipo de Afganistán. El Comité Olímpico Afgano la convirtió en abanderada del equipo en la inauguración de los Juegos Olímpicos de Verano 2016 en Río de Janeiro.
Compitió en los 100 metros femeninos, donde terminó en el puesto 22 en la ronda preliminar con un tiempo de 14.02 segundos, un récord nacional . No avanzó a la ronda 1.  